# باغجی‌لار
باغجی‌لار (ترکی استانبولی: Bağcılar) از ناحیه‌های قسمت اروپایی استانبول که در استان استانبول از ناحیه مرمره قرار گرفته‌است. طبق آخرین سرشماری به سال ۲۰۱۲ میلادی این ناحیه ۷۴۹٬۰۲۴ نفر جمعیت دارد.

## ساختار اداری
ناحیه باغجی‌لار از ۲۲ محله تشکیل می‌شود:
۱۵ ژوئیه Temmuz 15
باغ‌لار Bağlar
بارباروس Barbaros
چنار Çınar
دمیرقاپو Demirkapı
فاتح Fatih
فوزی چخماق Fevzi Çakmak
گوزتپه Göztepe
گونشلی Güneşli
حریت Hürriyet
اینونو İnönü
کاظم قره‌بکر Kazım Karabekir
کمال‌پاشا Kemalpaşa
کیرازلی Kirazlı
محمودبی Mahmutbey
مرکز Merkez
سنجاق‌تپه Sancaktepe
یاووز سلیم Yavuz Selim
ینی‌گون Yenigün
ینی‌محله Yenimahalle
ییلدیزتپه Yıldıztepe
یوزییل Yüzyıl